# Jayron Hosley
Jayron Todd Hosley (Boynton Beach, 18 settembre 1990) è un giocatore di football americano statunitense che gioca nel ruolo di cornerback nella National Football League (NFL). Fu scelto nel corso del terzo giro (94º assoluto) del Draft NFL 2012 dai Giants. Al college ha giocato a football a Virginia Tech.

## Carriera professionistica

### New York Giants
Il 27 aprile 2012, Hosley fu scelto nel corso del terzo giro del Draft 2012 dai New York Giants. Jaron fece il suo debutto da professionista il 5 settembre 2012, nella prima gara della nuova stagione, contro i Dallas Cowboys che si vendicarono dei New York Giants campioni in carica che li avevano esclusi dalla corsa ai playoff l'annata precedente, vincendo 24-17 in trasferta. Hosley mise a segno un tackle assistito.
Nel Thursday Night Football della settimana 3 vinto contro i Carolina Panthers, Jayron mise a segno il primo intercetto in carriera ai danni di Cam Newton. La sua stagione da rookie si concluse disputando 12 partite, 6 delle quali come titolare, con 40 tackle, un intercetto e un fumble forzato.

## Statistiche
| Partite totali             | 12 |
| Partite totali da titolare | 6  |
| Tackle totali              | 40 |
| Sack fatti                 | 0  |
| Intercetti fatti           | 1  |
| Fumble forzati             | 1  |